# Cabrejas del Campo
Cabrejas del Campo is een gemeente in de Spaanse provincie Soria in de regio Castilië en León met een oppervlakte van 17,87 km². Cabrejas del Campo telt 57 inwoners (1 januari 2016).

## Demografische ontwikkeling
Bron: INE, 1857-2011: volkstellingen
Opm.: In 1857 werd de gemeente Ojuel aangehecht
Abejar ·
Adradas ·
Ágreda ·
Alconaba ·
Alcubilla de Avellaneda ·
Alcubilla de las Peñas ·
Aldealafuente ·
Aldealices ·
Aldealpozo ·
Aldealseñor ·
Aldehuela de Periáñez ·
Las Aldehuelas ·
Alentisque ·
Aliud ·
Almajano ·
Almaluez ·
Almarza ·
Almazul ·
Almazán ·
Almenar de Soria ·
Alpanseque ·
Arancón ·
Arcos de Jalón ·
Arenillas ·
Arévalo de la Sierra ·
Ausejo de la Sierra ·
Baraona ·
Barca ·
Barcones ·
Bayubas de Abajo ·
Bayubas de Arriba ·
Beratón ·
Berlanga de Duero ·
Blacos ·
Bliecos ·
Borjabad ·
Borobia ·
Buberos ·
Buitrago ·
Burgo de Osma-Ciudad de Osma ·
Cabrejas del Campo ·
Cabrejas del Pinar ·
Calatañazor ·
Caltojar ·
Cañamaque ·
Candilichera ·
Carabantes ·
Caracena ·
Carrascosa de Abajo ·
Carrascosa de la Sierra ·
Casarejos ·
Castilfrío de la Sierra ·
Castillejo de Robledo ·
Castilruiz ·
Centenera de Andaluz ·
Cerbón ·
Cidones ·
Cigudosa ·
Cihuela ·
Ciria ·
Cirujales del Río ·
Coscurita ·
Covaleda ·
Cubilla ·
Cubo de la Solana ·
Cueva de Ágreda ·
Dévanos ·
Deza ·
Duruelo de la Sierra ·
Escobosa de Almazán ·
Espeja de San Marcelino ·
Espejón ·
Estepa de San Juan ·
Frechilla de Almazán ·
Fresno de Caracena ·
Fuentearmegil ·
Fuentecambrón ·
Fuentecantos ·
Fuentelmonge ·
Fuentelsaz de Soria ·
Fuentepinilla ·
Fuentes de Magaña ·
Fuentestrún ·
Garray ·
Golmayo ·
Gómara ·
Gormaz ·
Herrera de Soria ·
Hinojosa del Campo ·
Langa de Duero ·
Liceras ·
La Losilla ·
Magaña ·
Maján ·
Matalebreras ·
Matamala de Almazán ·
Medinaceli ·
Miño de Medinaceli ·
Miño de San Esteban ·
Molinos de Duero ·
Momblona ·
Monteagudo de las Vicarías ·
Montejo de Tiermes ·
Montenegro de Cameros ·
Morón de Almazán ·
Muriel de la Fuente ·
Muriel Viejo ·
Nafría de Ucero ·
Narros ·
Navaleno ·
Nepas ·
Nolay ·
Noviercas ·
Ólvega ·
Oncala ·
Pinilla del Campo ·
Portillo de Soria ·
La Póveda de Soria ·
Pozalmuro ·
Quintana Redonda ·
Quintanas de Gormaz ·
Quiñonería ·
Rebollar ·
Recuerda ·
Rello ·
Renieblas ·
Retortillo de Soria ·
Reznos ·
La Riba de Escalote ·
Rioseco de Soria ·
Los Rábanos ·
Rollamienta ·
El Royo ·
Salduero ·
San Esteban de Gormaz ·
San Felices ·
San Leonardo de Yagüe ·
San Pedro Manrique ·
Santa Cruz de Yanguas ·
Santa María de Huerta ·
Santa María de las Hoyas ·
Serón de Nágima ·
Soliedra ·
Soria ·
Sotillo del Rincón ·
Suellacabras ·
Tajahuerce ·
Tajueco ·
Talveila ·
Tardelcuende ·
Taroda ·
Tejado ·
Torlengua ·
Torreblacos ·
Torrubia de Soria ·
Trévago ·
Ucero ·
Vadillo ·
Valdeavellano de Tera ·
Valdegeña ·
Valdelagua del Cerro ·
Valdemaluque ·
Valdenebro ·
Valdeprado ·
Valderrodilla ·
Valtajeros ·
Velamazán ·
Velilla de la Sierra ·
Velilla de los Ajos ·
Viana de Duero ·
Villaciervos ·
Villanueva de Gormaz ·
Villar del Ala ·
Villar del Campo ·
Villar del Río ·
Los Villares de Soria ·
Villasayas ·
Villaseca de Arciel ·
Vinuesa ·
Vizmanos ·
Vozmediano ·
Yanguas ·
Yelo